# Daniel Brandt
Pour les articles homonymes, voir Brandt.
Daniel Leslie Brandt (né en 1947) est un militant américain très impliqué dans les problèmes de respect de la vie privée sur le Web. 
En 2002 il a lancé le site Google Watch (surveillance de Google), un site critique sur le fameux moteur de recherche. Sur le même modèle, il a lancé en 2005 le site Wikipedia watch (surveillance de Wikipedia), sur lequel les principales critiques adressées à Wikipédia sont liées à son manque de précision et à l'absence de responsabilité des rédacteurs induite par l'anonymat. Il estime également le pourcentage d'articles plagiés sur en.wikipedia à environ 2 %.

## Scroogle
Daniel Brandt est le développeur de Scroogle, un proxy pour le moteur de recherche Google dont le but est de « nettoyer » les résultats des publicités et d'empêcher le traçage de l'activité de l'utilisateur via l'utilisation des cookies. Il utilise un Proxy anonymiseur.
Le site permet de faire des recherches avec Google en supprimant les publicités affichées dans Google. La langue des pages retournées peut être choisie parmi 28 langues. Un « nettoyeur » pour Yahoo! est inclus dans Scroogle.
Il est possible d'ajouter Scroogle dans la liste des moteurs de recherche de Mozilla Firefox.
Le nom est aussi le titre d'une nouvelle de Cory Doctorow, c'est la contraction et un jeu de mots entre screw, qui signifie « visser », mais aussi « baiser », et Google, qui peut être traduit par « engooglés », une traduction plus juste serait « niquegoogle » car là est bien le but !
À la suite de blocages de Google et des attaques de type DDoS, Scroogle a fermé en février 2012.
Pour un projet semblable, voir Startpage basé aux Pays-Bas, Qwant en France ou DuckDuckGo aux EUA.